# Holland-America Lijn K-Serie
Die „K“-Serie, „K“-Klasse, oder „K“-dijken waren eine Baureihe von Frachtschiffen der Holland-America Lijn (HAL). Die Schiffsklasse bestand aus sechs Schiffen desselben Schiffstyps, die von drei verschiedenen Werften gebaut wurden.

## Technik
Der Grundentwurf der Schiffe mit mittschiffs liegenden Aufbauten und dem konventionellen Ladegeschirr aus 5/10-Tonnen-Leichtladebäumen und einem 40-Tonnen-Schwergutbaum unterschied sich nicht grundlegend von zeitgenössischen Linienfrachtern. Die rund 140 Meter langen und 18,80 Meter auf Spanten breiten Schiffe besaßen fünf Laderäume mit Zwischendeck. Der obere Teil des direkt vor dem Deckshaus liegenden Laderaum 3 war als Kühl- und Gefrierladeraum ausgeführt. Der untere Teil des Laderaum 4 konnte auch als Süßöl-Tank genutzt werden. Die ersten zwei Schiffe erhielten Passagierkammern für zwölf Passagiere, die folgenden Schiffe verfügten nur noch über die Eignerkammer, in der zwei Passagiere befördert werden konnten. Die verbauten Werkspoor-Lught KEBS 689/125 Neunzylinder-Zweitakt-Hauptmotoren mit Turboladern leisteten 7200 PS und erlaubten eine Geschwindigkeit von etwa 16 Knoten. Zwei der Schiffe, deren Werkspoor-Lught als sehr wartungsintensiv galten, wurden 1968 mit Sulzer-Motoren der RD-Serie neu motorisiert. Das letzte Schiff der Serie, die Katsedyk, wich in einigen Details vom Rest der Serie ab. Einige Abmessungen waren um wenige Zentimeter größer als bei den Vorbauten, die Vorkante ihres Ruderhauses ragte im Bereich der Ladepfosten etwas vor und ihr Schwergutbaum hatte mit 60 Tonnen eine höhere Kapazität als bei den Vorbauten. Darüber hinaus erhielt das Schiff einen Stork-Hotlo-Hauptmotor, der aber ebenfalls 7200 PS leistete.

## Die Schiffe (Auswahl)
| HAL „K“-Serie                       | HAL „K“-Serie       | HAL „K“-Serie | HAL „K“-Serie    | HAL „K“-Serie | HAL „K“-Serie |
| Bauname                             | Bauwerft/ Baunummer | IMO-Nummer    | Ablieferung      | Spätere Namen und Verbleib |               |
| ----------------------------------- | ------------------- | ------------- | ---------------- | --- | ------------- |
| Kinderdyk                           | De Schelde/ 280     | 5187360       | 2. März 1956     | 1970 Borovnica, am 30. Dezember 1982 bei Brodopas in Split zum Abbruch angeliefert |               |
| Kloosterdyk                         | J. Smit/ -          | 5190197       | 5. März 1957     | 1970 Brezice, 1982 Mazoa VII, im Januar 1983 in Position 30°13,30' N; 088°58,30' W gestrandet und wieder flottgemacht, 1983 Utila Princess, am 25. Januar 1986 bei Goldwils in Brownsville zum Abbruch eingetroffen |               |
| Kerkedyk                            | Flender/ 486        | 5185726       | 9. April 1958    | Nebelkollision am 28. Oktober 1966 auf dem Delaware-Fluss mit dem Tanker Johs Stove, 1970 Branik, Ankunft zum Abbruch am 30. Dezember 1982 bei Brodopas in Split                                                    |               |
| Kamperdyk                           | Flender/ 499        | 5180879       | 26. März 1959    | 1968 bei De Schelde mit Sechszylinder-Sulzer neumotorisiert, 1972 Volta Peace, 1977 Adom, 1980 Remco, am 27. April 1986 zum Abbruch in Santander eingetroffen                                                       |               |
| Korendyk                            | Flender/ 508        | 5193735       | 22. Oktober 1959 | 1968 bei De Schelde mit Sechszylinder-Sulzer neumotorisiert, 1972 Volta Wisdom, 1977 Odupon, 1980 Ferial, am 4. Juli 1986 zur Verschrottung in Gijón angeliefert                                                    |               |
| Katsedyk                            | Gusto/ 210          | 5183871       | Dezember 1961    | 1973 Tjonger, 1980 Maria J. Lemos, 1981 Alexander’s Mind, am 25. November 1981 in Drapetsona in Brand geraten und in Perama auf den Strand gesetzt, ab 2. Juni 1982 in Eleusis abgebrochen                          |               |
| Daten: Lloyd’s Register of Shipping |                     |               |                  | |               |